# Mohamed Bouazizi
Mohamed Bouazizi (in arabo محمد البوعزيزي‎?, vero nome Tarek; Sidi Bouzid, 29 marzo 1984 – Ben Arous, 4 gennaio 2011) è stato un attivista tunisino, divenuto simbolo delle sommosse popolari in Tunisia del 2010-2011 dopo essersi dato fuoco in segno di protesta per le condizioni economiche del suo paese.

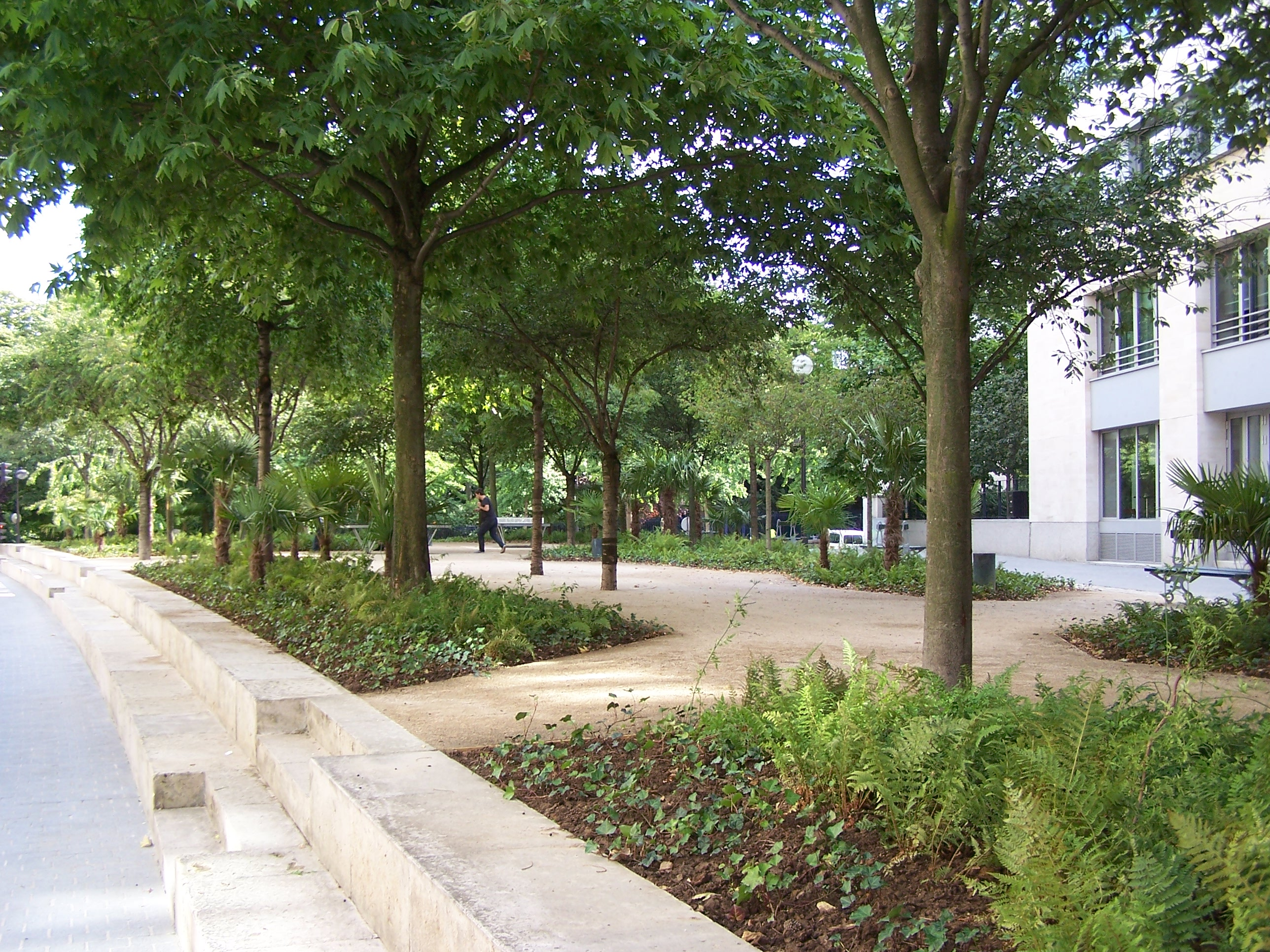
Vista della piazza Mohamed-Bouazizi nel XIV arrondissement di Parigi, inaugurata il 30 giugno 2011 in memoria del giovane tunisino Mohamed Bouazizi, immolatosi il 17 dicembre 2010, inizio simbolico della rivoluzione nel suo paese e in vari paesi del Nord Africa

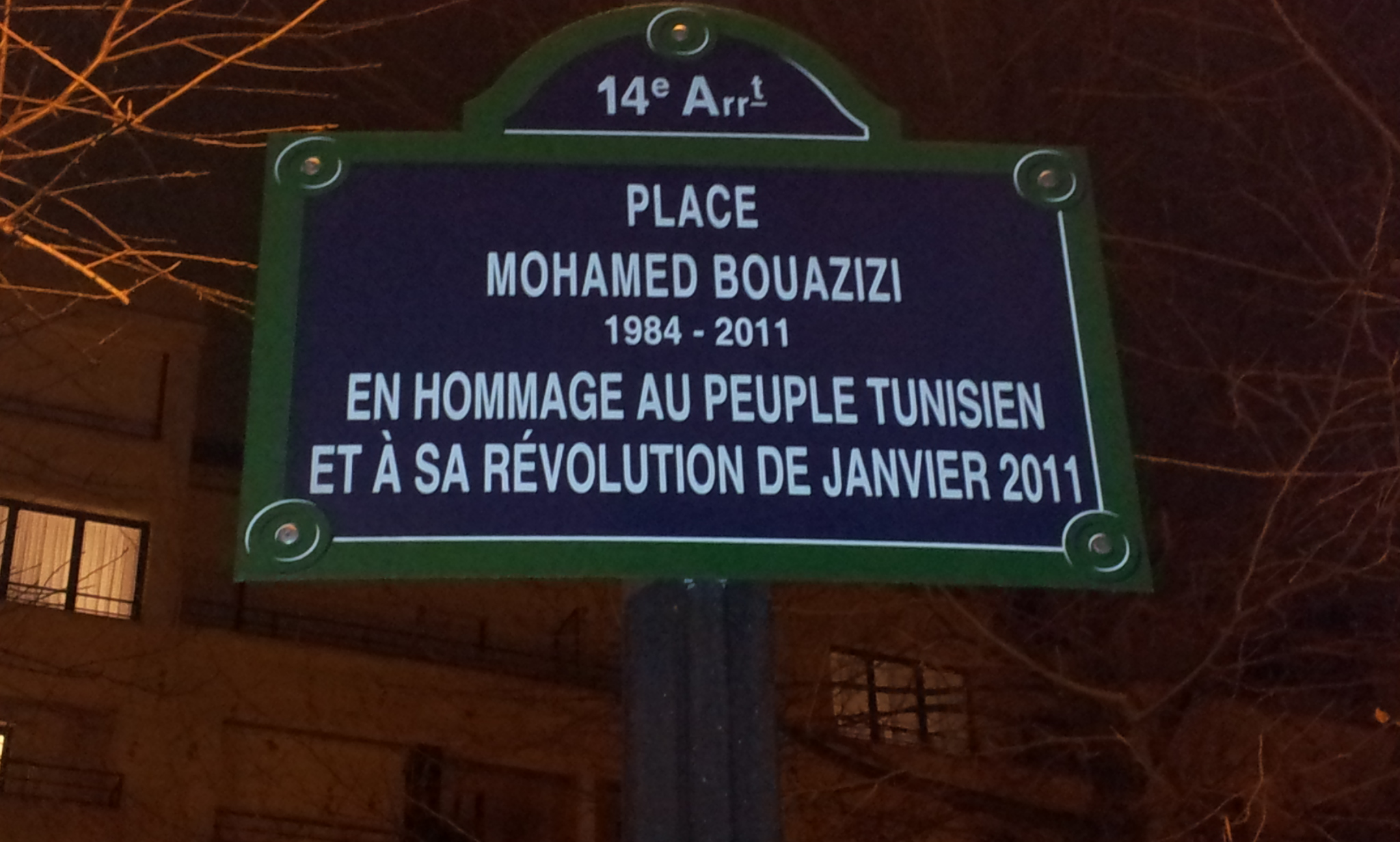
Targa della piazza Mohamed-Bouazizi a Parigi

Il successo delle proteste tunisine ha ispirato analoghe iniziative di piazza in diversi altri paesi arabi, oltre a vari paesi non arabi. Tra le proteste vanno considerate le azioni di alcuni emuli di Bouazizi, che si sono immolati allo stesso modo, dandosi fuoco nel tentativo di porre fine ai governi autocratici dei loro paesi. Quegli uomini e Bouazizi furono acclamati da alcuni commentatori arabi come "martiri eroici di una nuova rivoluzione del Medio Oriente".
Nel 2011, Bouazizi, insieme ad altri quattro personaggi, è stato insignito del Premio Sakharov per la libertà di pensiero per il contributo dato a "cambiamenti storici nel mondo arabo". Il governo tunisino lo ha celebrato con un francobollo postale. Il giornale inglese The Times ha proclamato Bouazizi personaggio dell'anno 2011.

## Biografia

### I primi anni di vita e le difficoltà lavorative
Mohamed Bouazizi, conosciuto localmente come "Basboosa", nacque a Sidi Bouzid, Tunisia, il 29 marzo 1984. Suo padre, un operaio edile in Libia, morì per un attacco cardiaco quando Mohamed aveva tre anni, e sua madre qualche tempo dopo ne sposò lo zio. Insieme ai suoi sei fratelli, Bouazizi fu educato in una scuola di paese a Sidi Salah, un piccolo villaggio a circa 19 km da Sidi Bouzid. Alcuni media hanno riferito che Bouazizi ottenne un diploma universitario, ma questo aspetto non è completamente chiaro. La sorella, Samia Bouazizi, avrebbe infatti dichiarato che Mohamed non avrebbe mai finito il liceo, e che questa scelta era stata fatta dal giovane sia per sé che per le sorelle.
Con lo zio in precarie condizioni di salute ed incapace di lavorare regolarmente, Bouazizi avrebbe svolto diversi lavori fin dall'età di dieci anni, e verso i vent'anni avrebbe lasciato la scuola per lavorare a tempo pieno.
Bouazizi viveva in una casa modesta, distante 20 minuti a piedi dal centro di Sidi Bouzid, una cittadina rurale della Tunisia nota per la corruzione e per l'alto tasso di disoccupazione, circa il 30%.
Secondo sua madre, chiese di arruolarsi nell'esercito ma venne rifiutato, così come gli vennero rifiutate anche diverse domande di lavoro.
Egli mantenne la madre, lo zio e i fratelli più piccoli, pagando anche la retta universitaria di una delle sue sorelle, guadagnando circa 140 dollari statunitensi al mese vendendo prodotti per le strade di Sidi Bouzid.
Lavorando sperava inoltre di poter acquistare o affittare un camioncino per la sua attività.
Un amico intimo di Bouazizi dichiarò che era «un uomo molto conosciuto ed amato e che avrebbe dato gratuitamente frutta e verdura per le famiglie molto povere».

### Il sequestro delle merci e l'auto-immolazione
Secondo amici e parenti, gli agenti di polizia locale tenevano presumibilmente di mira Bouazizi e lo avrebbero maltrattato per anni, anche durante la sua infanzia, confiscandogli regolarmente la sua piccola carriola di prodotti ortofrutticoli; tuttavia Bouazizi non aveva altro modo per guadagnarsi da vivere e continuò così a lavorare come venditore ambulante. Il giorno prima della morte avrebbe contratto un debito di circa 200 dollari statunitensi per acquistare i prodotti da rivendere il giorno seguente. La mattina del 17 dicembre, poco dopo l'inizio della giornata lavorativa, la polizia cominciò a molestarlo con la motivazione che il giovane era privo del permesso di vendita. Tuttavia, mentre secondo alcune fonti la vendita ambulante sarebbe illegale in Tunisia, e Bouazizi non avrebbe disposto del permesso necessario per vendere le sue merci, secondo il dirigente dell'ufficio statale l'occupazione e il lavoro indipendente di Sidi Bouzid non avrebbero necessitato di alcun tipo di permesso per la vendita a mezzo di un carretto.
Siccome l'attività lavorativa rendeva molto poco, Bouazizi si trovava nella impossibilità di pagare tangenti in natura (frutta ed ortaggi) né disponeva di denaro per corrompere i funzionari di polizia.
Dopo l'immolazione, due dei fratelli di Bouazizi ebbero modo di confermare l'episodio ed accusarono le autorità di aver tentato di estorcere denaro dal proprio fratello.

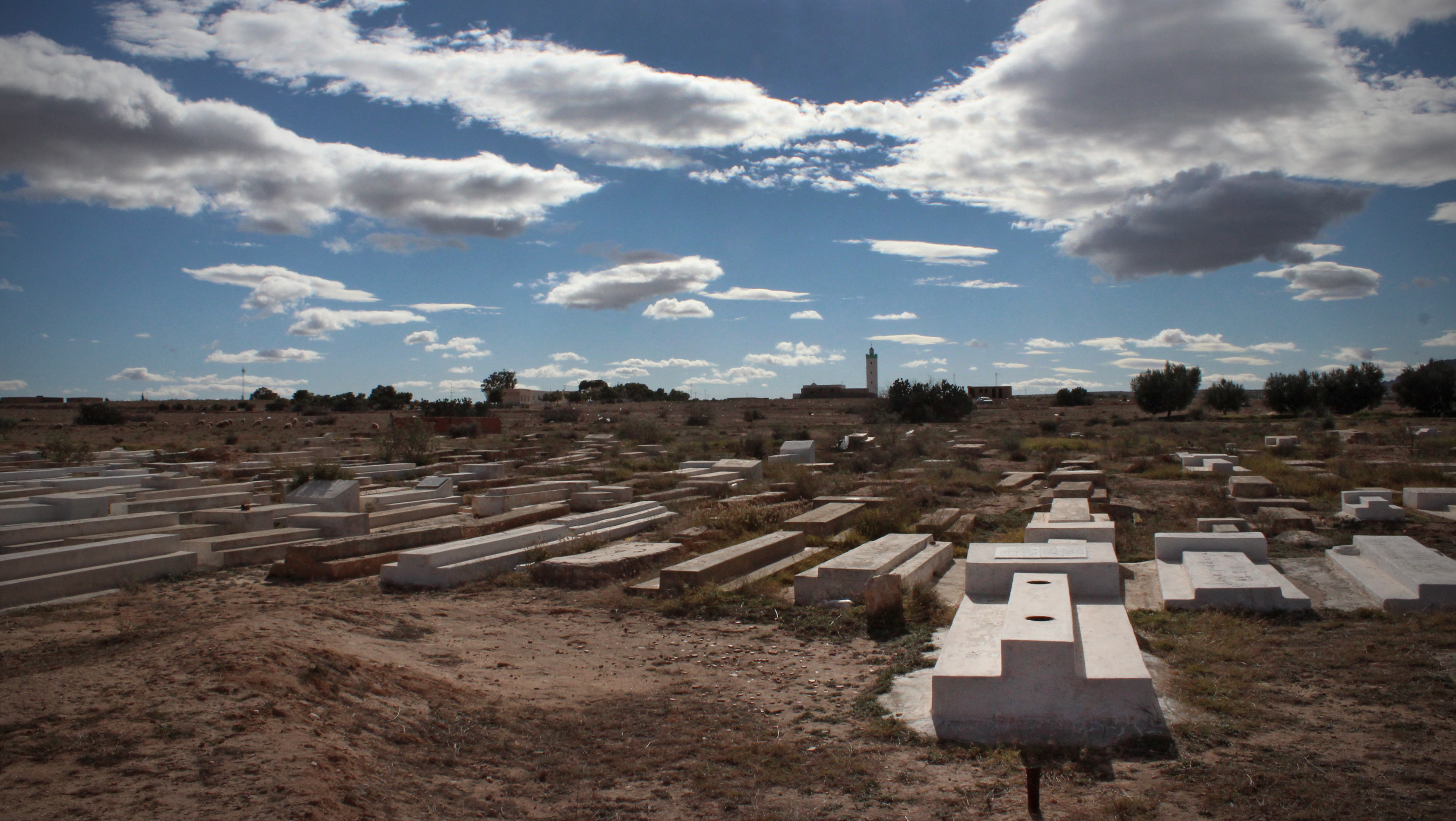
Tomba di Mohamed Bouazizi (anteriore destro)

In ogni caso, la famiglia di Bouazizi ha affermato che il giovane sarebbe stato pubblicamente umiliato da un'ufficiale municipale donna, Faida Hamdi, che lo avrebbe preso a schiaffi in faccia, gli avrebbe sputato addosso e confiscato le bilance, ed infine avrebbe buttato a terra il suo carrello di prodotti e avrebbe insultato il defunto padre.
Contro queste affermazioni un fratello di Hamdi, in un'intervista con il quotidiano Asharq al-Awsat, ha invece sostenuto che né la sorella né i suoi collaboratori avrebbero schiaffeggiato o si sarebbero macchiati di altri maltrattamenti nei confronti di Bouazizi. A suo parere, gli ufficiali avrebbero solo confiscato a Bouazizi alcune merci. Un altro testimone oculare ha riferito sempre all'Asharq al-Awsat che non ha visto Hamdi schiaffeggiare Bouazizi, ma che i suoi collaboratori lo avrebbero picchiato.
In ogni caso Bouazizi, infuriato per quanto avvenuto, andò all'ufficio del governatore per lamentarsi, chiedendo di avere indietro le sue bilance. In seguito al rifiuto del governatore di dargli udienza, perfino dopo che Bouazizi avrebbe minacciato «Se non mi vedi, mi darò fuoco», il giovane viene invitato ad andarsene. Bouazizi acquistò allora una lattina di benzina da un distributore nelle vicinanze e tornò all'ufficio del governatore. Mentre si trovava in mezzo al traffico, gridò «Come credi che io possa guadagnarmi da vivere?», quindi si diede fuoco con un fiammifero poco prima di mezzogiorno, a meno di un'ora dallo scontro con i poliziotti locali.

### La morte e il funerale
Secondo la sorella e lo zio di Bouazizi, le persone che assistevano al fuoco del giovane si sarebbero fatte prendere dal panico e avrebbero cercato inutilmente di domare le fiamme con l'acqua, il che avrebbe aggravato solo la situazione. Bouazizi sopravvisse, ma riportò gravi ustioni su oltre il 90% del corpo prima che gli astanti riuscissero a domare le fiamme. Venne portato in ambulanza in una struttura medica di Sidi Bouzid. Poiché il centro era inadeguato per il trattamento delle gravi ustioni riportate, Bouazizi venne trasferito in un ospedale più grande, a Sfax, a 110 km di distanza.
Successivamente, dopo che si manifestò l'interesse del governo per il suo caso, venne trasferito una seconda volta in un centro per traumi e grandi ustionati a Ben Arous, dove venne ricoverato in un reparto di terapia intensiva.
Il 31 dicembre 2010 i medici del centro riferirono che Bouazizi era in condizioni stabili e che iniziava a mostrare lievi segni di ripresa.
Durante la degenza venne visitato dall'allora presidente Zine El-Abidine Ben Ali, il quale, stando alle dichiarazioni della madre di Bouazizi, avrebbe promesso di mandarlo in Francia per la prosecuzione delle cure. Un tale trasferimento non fu mai organizzato. Bouazizi morì presso il centro grandi ustionati di Ben Arous il 4 gennaio 2011, 18 giorni dopo l'immolazione.
Si stima che più di 5.000 persone parteciparono al corteo funebre che iniziò a Sidi Bouzid e continuò fino al villaggio natale di Bouazizi, anche se la polizia impedì che i partecipanti al corteo passassero in prossimità del luogo in cui Bouazizi si diede fuoco. Nella folla molti avrebbero cantato: «Addio, Mohammed, ti vendicheremo. Noi oggi piangiamo per te. Ma faremo piangere coloro che hanno causato la tua morte».
Bouazizi venne sepolto al cimitero di Garaat Bennour, a 16 km da Sidi Bouzid.
La sua tomba è stata descritta da Al Jazeera come "semplice", circondata da cactus, ulivi e mandorli. Accanto ad essa sventola una bandiera tunisina.
Il gesto del giovane ha dato inizio alla sommossa tunisina del 2010-2011 che ha cambiato politicamente, economicamente e socialmente il volto del Paese portando alla fuga il presidente Zine El-Abidine Ben Ali dopo un mandato durato 23 anni, ed è simbolicamente considerato la scintilla che ha acceso successivamente tutti i moti rivoluzionari propagatisi nel Vicino e Medio Oriente e nel Nordafrica: la cosiddetta Primavera araba.